# Caetano Estelita Cavalcanti Pessoa
Caetano Estelita Cavalcanti Pessoa (Igarassu,[carece de fontes?] 1824 — Fortaleza, 5 de agosto de 1880) foi magistrado e político brasileiro. Foi presidente das províncias de Alagoas, nomeado por carta imperial de 26 de abril de 1876, de 7 de junho a 26 de dezembro de 1876, e do Ceará, nomeado por carta imperial de 13 de dezembro de 1876, de 10 de janeiro a 23 de novembro de 1877.
Natural de Igarassu,[carece de fontes?] recebeu o grau de bacharel em ciências jurídicas e sociais na Faculdade de Direito de Olinda, em 1849.
Como juiz municipal de Ouricuri, colocou em prática o decreto do Governo Imperial que anistiava os revoltosos da Revolução Praieira.
Recebeu as veneras de Cristo e da Rosa. Foi chefe de polícia do Rio Grande do Norte. Depois de cinco anos como juiz da comarca de Escada, em Pernambuco, foi nomeado desembargador da Relação do Distrito de Fortaleza por decreto de 28 de julho de 1875 e empossado em 1 de outubro do mesmo ano.
Exerceu as funções públicas de procurador da Coroa, Soberania e Fazenda Nacional; presidente da província de Alagoas; presidente da província do Ceará até novembro de 1877. Seu governo nesta última província enfrentou grandes dificuldades devido à seca, uma das mais graves já registradas.
A grande leva de retirantes que foi a Fortaleza fugindo da estiagem causou um grande inchaço populacional, aumentando a população miserável da capital. Em 22 de novembro de 1877, o prestigioso comerciante e político cearense Joaquim da Cunha Freire, Barão de Ibiapaba, procurou o presidente Estelita e, no desejo de amparar a pobreza da capital, fez a oferta ao governo provincial da quantia de dez contos de réis (10:000$000) e de um terreno, devendo ali ser construído um Asilo de Mendicidade. Terreno e dinheiro eram doados com a condição de que, enquanto o edifício não ficasse concluído, seria de exclusiva propriedade do doador e de seus herdeiros, no caso de sua morte. Logo, porém, que estivesse terminada a construção, passaria ao patrimônio da província, nos termos da escritura lavrada pelo escrivão Augusto Barbosa de Castro e Silva. Estelita mandou dar início às obras, que foram continuadas por seus sucessores. Concluído em 1889, porém, não chegou a exercer o seu objetivo, tornando-se o atual Colégio Militar de Fortaleza.
Em 15 de dezembro de 1877, foi nomeado presidente da Relação de Fortaleza e por outra resolução imperial, de 30 de janeiro de 1878, teve o título de conselheiro. Como benemérito da Santa Casa de Misericórdia de Fortaleza, foi vice-provedor.
Faleceu aos 56 anos, em Fortaleza, no exercício da presidência do Poder Judiciário do Ceará. Deixou viúva a Teonila de Jesus Barreira, filha do ex-deputado provincial Francisco Alves Barreira Cravo e de Maria de Jesus Marinho, falecida no Rio de Janeiro, em 9 de novembro de 1933, com quem teve filhos, dos quais três são conhecidos:
1. Caetano Estelita Cavalcanti Pessoa Filho, ex-ministro do Tribunal Federal de Recursos;
2. Guilherme Estelita, jurista, desembargador do Tribunal de Justiça do Estado da Guanabara e ex-ministro do Tribunal Superior Eleitoral;
3. Romero Estelita Cavalcanti Pessoa, advogado e político.